# Parabramis pekinensis
Parabramis pekinensis és una espècie de peix cipriniforme de la família dels ciprínids.

## Morfologia
- Els mascles poden assolir 55 cm de longitud total i 4.100 g de pes.[5][6]

## Alimentació
Menja plantes aquàtiques.

## Hàbitat
És un peix d'aigua dolça i de clima temperat (10 °C-20 °C).

## Distribució geogràfica
Es troba a Àsia: des de la conca del riu Amur fins a Shanghai (la Xina).

## Ús comercial
És un dels peixos comercials més importants de la Xina per la seua carn saborosa, tot i que és molt espinós.